# Josef Pavka
Josef Pavka (* 30. listopadu 1960) je český bubeník ve skupině Argema a je také jeden z členů její původní sestavy (Josef Pavka – bicí; Stanislav Borovička – kytara; Oldřich Gistr – baskytara; Jaroslav Pavelka – vokály, zpěv; Zbyněk Bobr Horák – zpěv, kytara). V dnešní době je už poslední člen z originálního složení, který je v kapele stále aktivní.
Je zakladatelem skupiny Argema, ve které působí už od roku 1982.